# Herschelia edulis
Herschelia edulis là loài thực vật có hoa trong họ Cà. Loài này được (Sims) T.E. Bowdich mô tả khoa học đầu tiên năm 1825.